# Lijst van watergedreven molens in Overijssel
In Nederland zijn de meeste watergedreven molens langs de grens met Duitsland en België te vinden. De provincie Limburg is de provincie met de meeste watergedreven molens. Tegenwoordig zijn watermolens slechts in vier provincies te vinden: Gelderland, Noord-Brabant, Limburg en Overijssel.
Watermolens in Overijssel:
| Naam                    | Waterloop              | Plaats       | Gemeente       | Provincie  | Type molen     | Functie                 | Maalvaardigheid | Bezoekmogelijkheid      | Foto |
| ----------------------- | ---------------------- | ------------ | -------------- | ---------- | -------------- | ----------------------- | --------------- | ----------------------- | ---- |
| Molen van Bels          | Mosbeek                | Mander       | Tubbergen      | Overijssel | bovenslagmolen | korenmolen              | maalvaardig     | dagelijks 09:00 - 17:00 |      |
| Molen van Frans         | Mosbeek                | Mander       | Tubbergen      | Overijssel | bovenslagmolen | korenmolen              | maalvaardig     | zondags 10:00 - 17:00   |      |
| Den Haller              | Diepenheimse Molenbeek | Diepenheim   | Hof van Twente | Overijssel | onderslagmolen | korenmolen              | maalvaardig     |                         |      |
| Molen Herinckhave       | Fleringer Molenbeek    | Tubbergen    | Tubbergen      | Overijssel | onderslagmolen | korenmolen              | maalvaardig     |                         |      |
| Noordmolen              | Oelerbeek              | Deldeneresch | Hof van Twente | Overijssel | onderslagmolen | oliemolen               | maalvaardig     |                         |      |
| Oldemeule               | Oelerbeek              | Oele         | Hengelo        | Overijssel | onderslagmolen | korenmolen              |                 |                         |      |
| Oostendorper watermolen | Buurserbeek            | Haaksbergen  | Haaksbergen    | Overijssel | onderslagmolen | korenmolen en oliemolen | maalvaardig     |                         |      |
| Molen van Singraven     | Dinkel                 | Denekamp     | Dinkelland     | Overijssel | onderslagmolen | korenmolen en zaagmolen | maalvaardig     |                         |      |
| De Mast                 | Vasserbeek             | Vasse        | Tubbergen      | Overijssel | bovenslagmolen | korenmolen              | maalvaardig     | op afspraak             |      |